# Stefani Werremeier
Stefani Werremeier (Osnabrück, 17 de octubre de 1968) es una deportista alemana que compitió en remo.
Participó en dos Juegos Olímpicos de Verano, obteniendo una medalla de plata en Barcelona 1992, en la prueba de dos sin timonel, y el cuarto lugar en Atlanta 1996, en la misma prueba.
Ganó cuatro medallas en el Campeonato Mundial de Remo entre los años 1989 y 1994.

## Palmarés internacional
| Representando a la RFA   |                               |                   |                  |
| Campeonato Mundial       |                               |                   |                  |
| Año                      | Lugar                         | Medalla           | Prueba           |
| 1989                     | Bled (Yugoslavia)             | Medalla de bronce | Dos sin timonel  |
| 1990                     | Tasmania (Australia)          | Medalla de oro    | Dos sin timonel  |
| Representando a Alemania |                               |                   |                  |
| Juegos Olímpicos         |                               |                   |                  |
| Año                      | Lugar                         | Medalla           | Prueba           |
| 1992                     | Barcelona (España)            | Medalla de plata  | Dos sin timonel  |
| Campeonato Mundial       |                               |                   |                  |
| Año                      | Lugar                         | Medalla           | Prueba           |
| 1991                     | Viena (Austria)               | Medalla de plata  | Dos sin timonel  |
| 1994                     | Indianápolis (Estados Unidos) | Medalla de oro    | Ocho con timonel |